# Drosera paradoxa
Drosera paradoxa este o specie de plante carnivore din genul Drosera, familia Droseraceae, ordinul Caryophyllales, descrisă de Allen Lowrie.
Este endemică în:
- Northern Territory.
- Ashmore-Cartier Is..
- Western Australia.

Conform Catalogue of Life specia Drosera paradoxa nu are subspecii cunoscute.

## Galerie

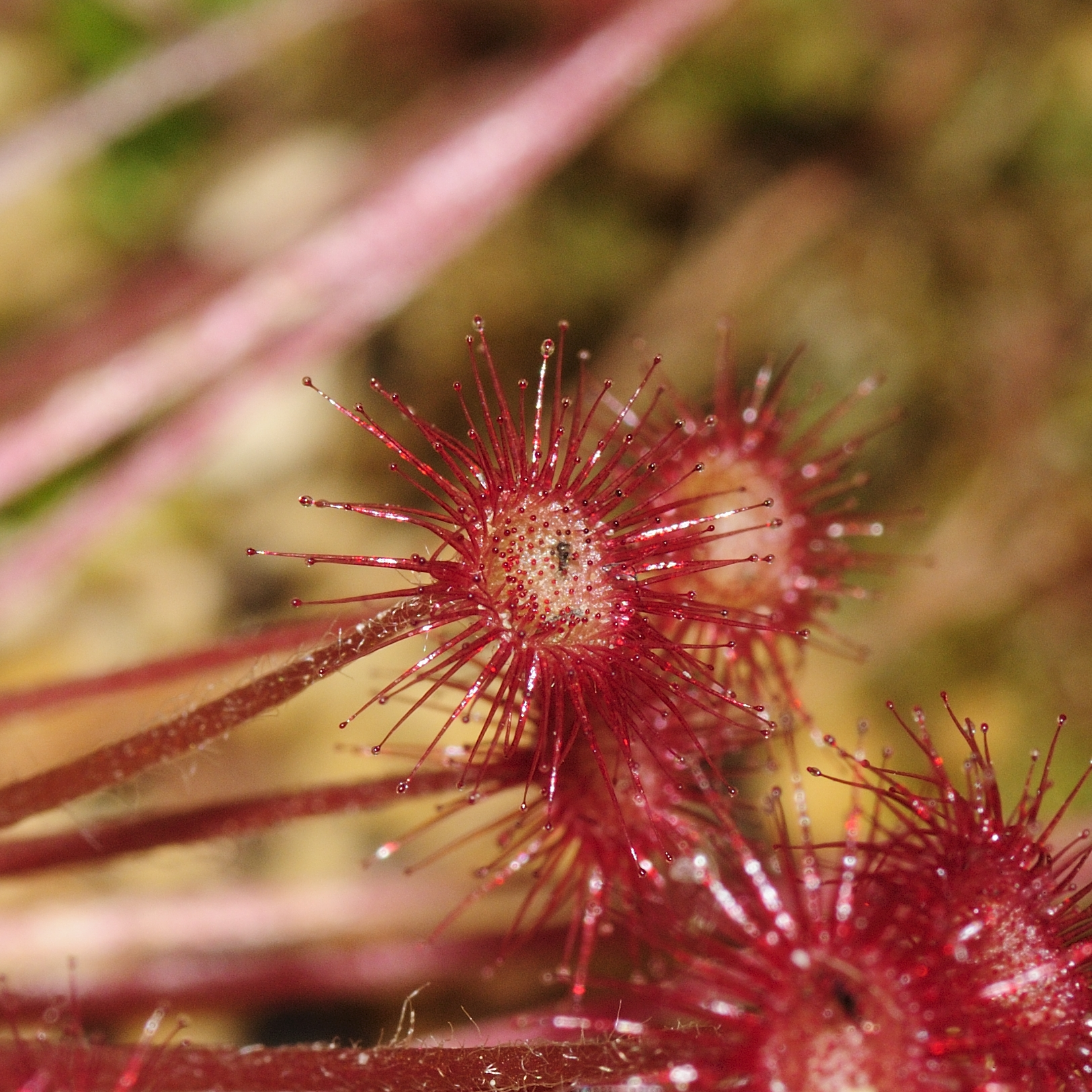
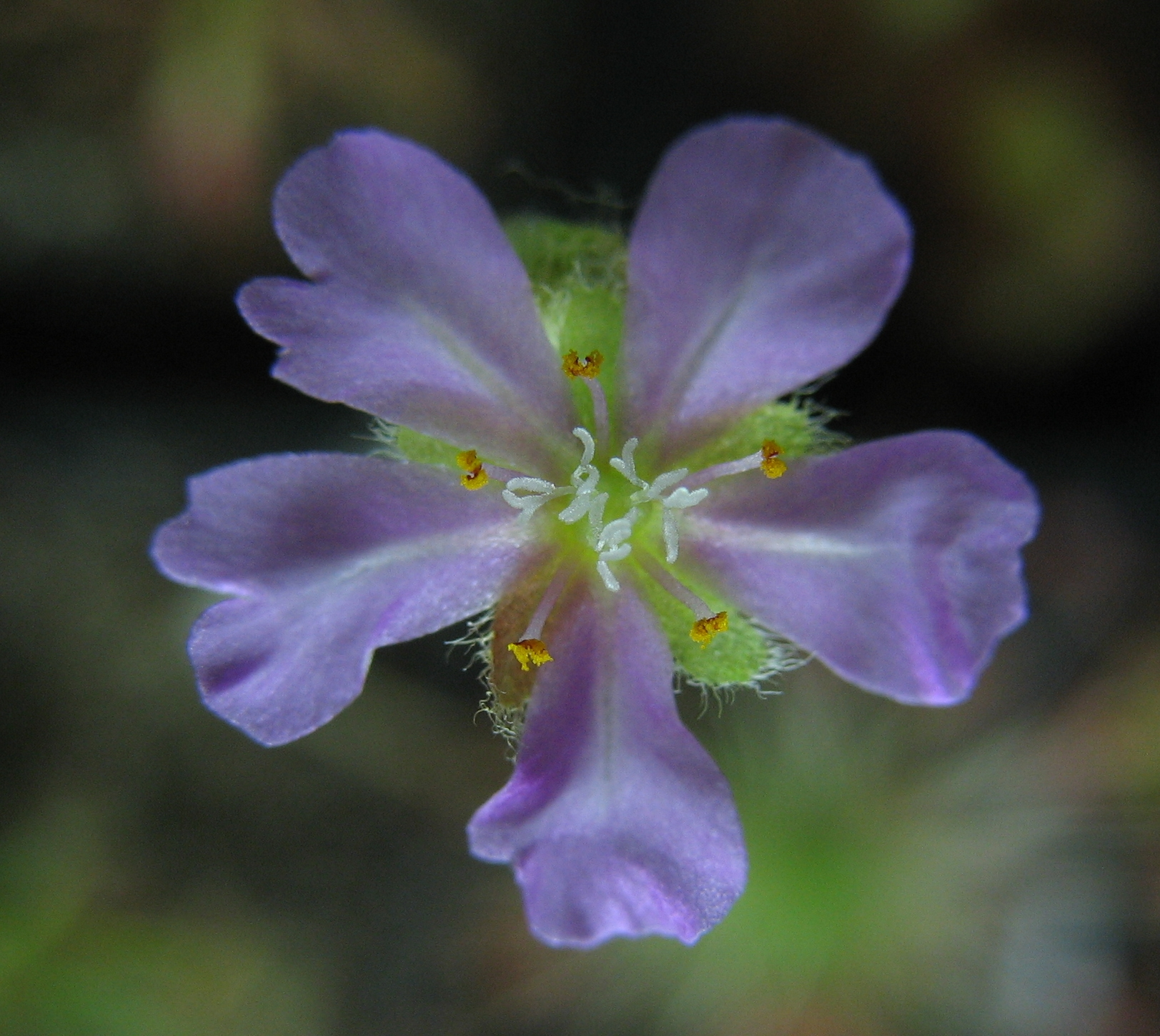
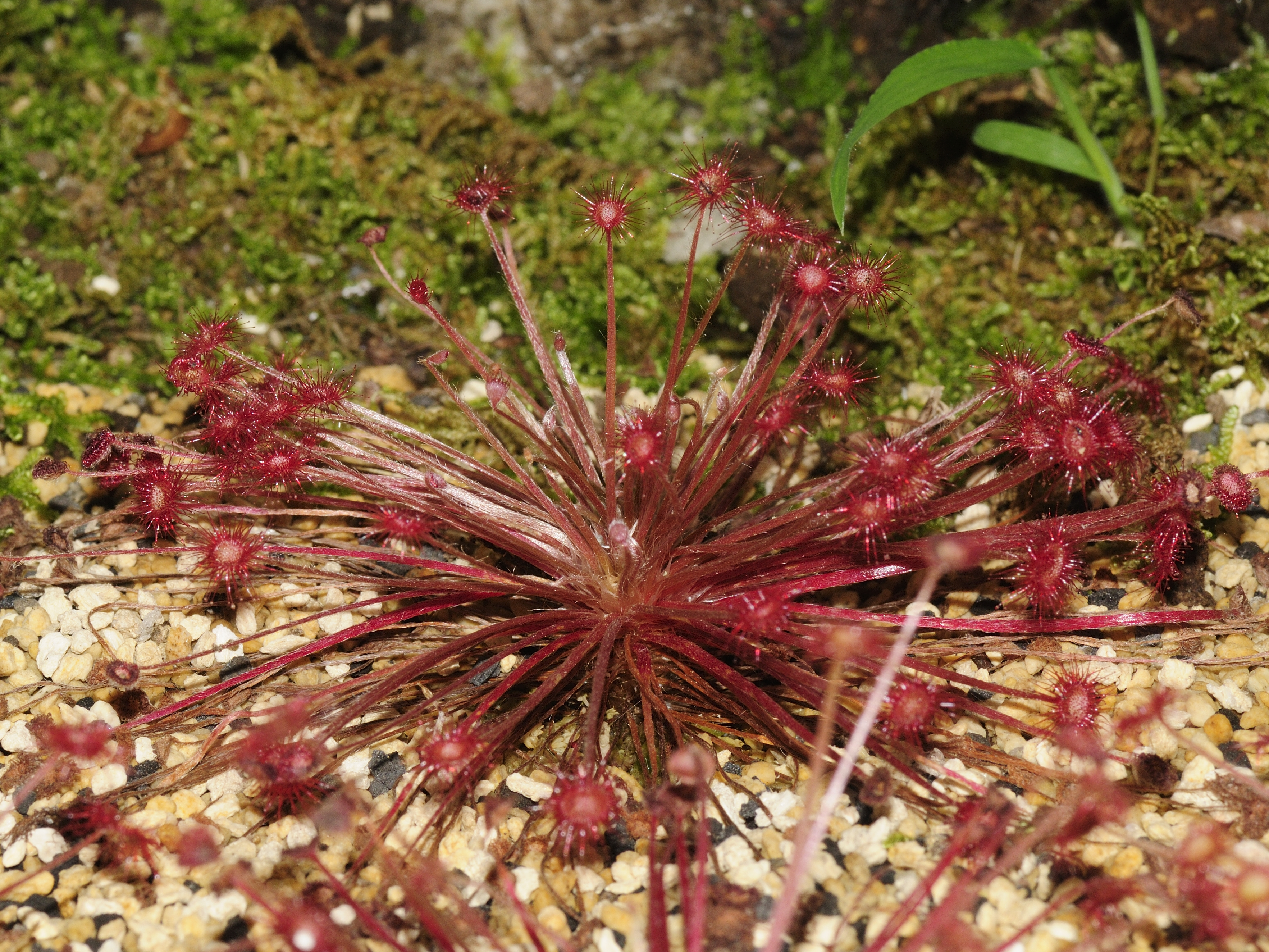
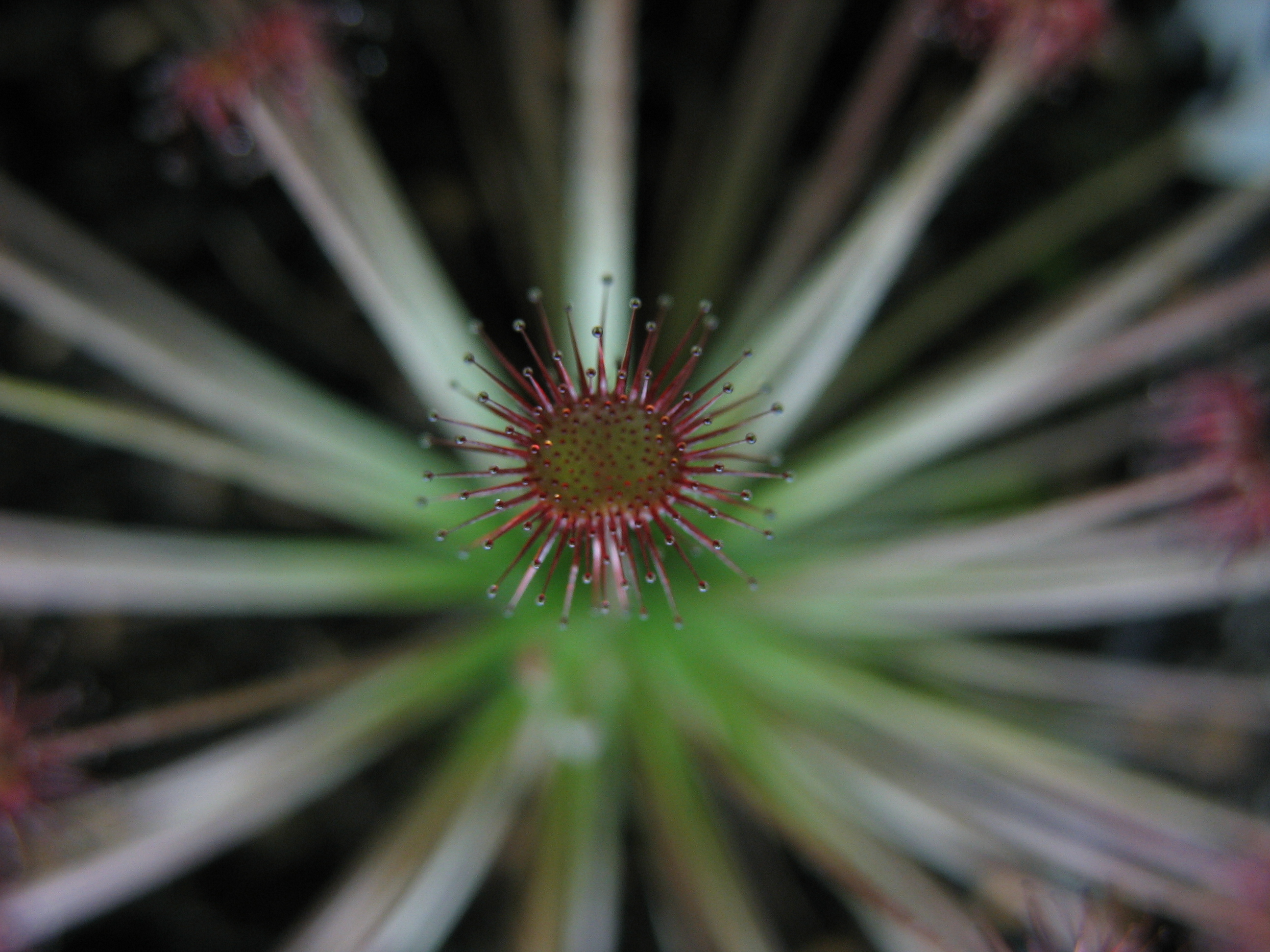
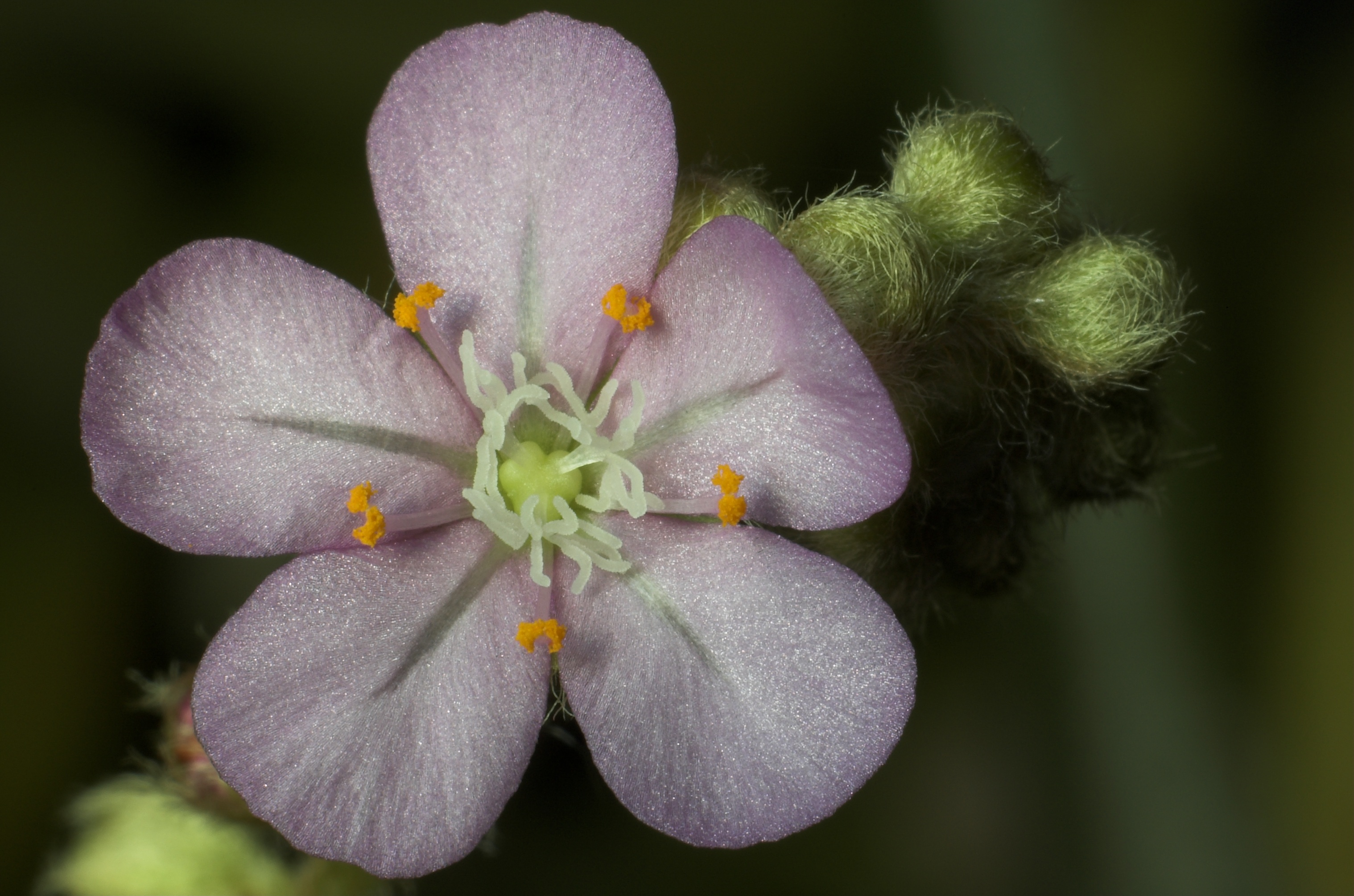
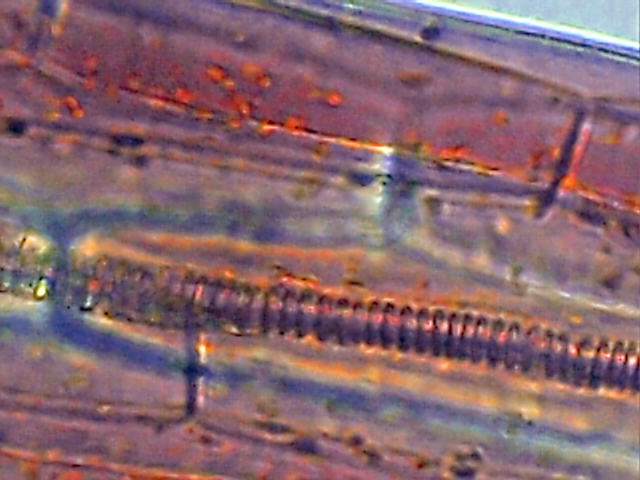